# Weizigou
Weizigou (kinesiska: 苇子沟乡, 苇子沟) är en socken i Kina. Den ligger i provinsen Hebei, i den norra delen av landet, omkring 230 kilometer öster om huvudstaden Peking. Antalet invånare är 7 089. Befolkningen består av 3 286 kvinnor och 3 803 män. Barn under 15 år utgör 17,0 %, vuxna 15-64 år 73 %, och äldre över 65 år 9,0 %.
Genomsnittlig årsnederbörd är 903 millimeter. Den regnigaste månaden är juli, med i genomsnitt 254 mm nederbörd, och den torraste är januari, med 2 mm nederbörd.